# Mustamäki (kulle i Finland)
Mustamäki är en kulle i Finland. Den ligger i Nurmijärvi i landskapet Nyland, i den södra delen av landet, 25 km norr om huvudstaden Helsingfors. Toppen på Mustamäki är 69 meter över havet.
Terrängen runt Mustamäki är platt. Runt Mustamäki är det tätbefolkat, med 762 invånare per kvadratkilometer. Närmaste större samhälle är Vanda, 17,6 km sydost om Mustamäki. I omgivningarna runt Mustamäki växer i huvudsak blandskog.